# Спогади Нестора Махна
Спогади Нестора Махна — три книжки мемуарів російською мовою, що почали виходити у Парижі. Спогади дають уявлення про особисту роль та психологію Махна, знайомлять з історією махновщини, хронологічно доведені до кінця 1918 року. Перша книга була надрукована при житті автора у 1929 році, друга та третя — у 1936-1937 роках, після його смерті, за редакцією В. М. Воліна, відомого теоретика анархізму, голови Військово-революційної ради махновської армії в 1919 році. 
Одне з перших перевидань побачило світ у 1992 році у Москві .
- У Вікіджерелах є Воспоминания (Махно)